# Arte-Mediathek
Die Arte-Mediathek ist das Angebot für Abrufvideos von Arte. Sie kann auf arte.tv und über die Arte-App für Smartphone und Smart-TV abgerufen werden. In der kuratierten Mediathek können nach Themengebieten und Schwerpunkten geordnete Programme abgerufen werden. Das im Netz verfügbare Programmangebot umfasst das gesamte Spektrum des Senders: Kinofilme, Dokumentationen und Dokumentarfilme aus den Bereichen Gesellschaft, Kultur, Geschichte, Natur und Wissenschaft, Serien, Kurz- und Fernsehfilme, Musik und Bühnenkunst, Magazine, Reportagen, Nachrichtenprogramme und Webformate.
Die Arte-Mediathek ging im September 2007 unter dem Namen ARTE+7 ans Netz, in dem Inhalte sieben Tage nach ihrer Fernsehausstrahlung abrufbar waren. Seit 2012 beinhaltet die Mediathek auch einen in Deutschland und Frankreich verfügbaren Livestream. Heute sind die meisten Sendungen am Tag der Ausstrahlung ab fünf Uhr morgens verfügbar und können bis zu neunzig Tage angesehen werden. Einige Sendungen werden exklusiv vorab im Netz bereitgestellt. Mittlerweile ist die Mehrheit der Videos in der Mediathek ausschließlich im Netz verfügbar.
2020 wurde mit Arte Extra ein neues Angebot für HbbTV geschaffen. Es bietet vier Smart-Playlists zu verschiedenen Themenbereichen aus Gesellschaft, Entdeckung und Musik, die sich aus Programmen der Mediathek zusammensetzen.
Ab Ende 2022 bietet Arte eine eigene Seite in seiner Mediathek mit Inhalten in Ultra-HD an. Zu Beginn sind unter anderem die GEO Reportagen über Slowenien, Hongkong oder Kärnten, aber auch Dokumentation über Wildkatzen und Affen in nativer 2160p-Auflösung abrufbar.
Der Medienjournalist Stefan Niggemeier kritisierte 2025, dass zahlreiche Serien in englischer Originalsprache in Deutschland nur mit französischen Untertiteln verfügbar seien. Laut Arte waren von den Rechteinhabern „lediglich Originalfassungen mit eingebrannten französischen Untertiteln zur Verfügung gestellt“ worden. „Eine Originalfassung ohne Untertitel lag uns nicht vor und war von unserem Vertrag auch nicht umfasst.“

## Belege
1. ↑  Deutsch-französischer Kultursender. Videos, Livestream. Abgerufen am 13. Juli 2021.
2. 1 2  Verbreitung. Abgerufen am 13. Juli 2021.
3. ↑  Arte mise sur sa «plateformisation». 2. Juni 2021, abgerufen am 13. Juli 2021 (französisch).
4. ↑  Uwe Mantel: „Arte Extra“: Arte weitet sein HbbTV-Angebot weiter aus. DWDL.de GmbH, 22. Juni 2020, abgerufen am 12. Oktober 2021.
5. ↑  Programme in UHD-Qualität. Abgerufen am 18. Januar 2022.
6. ↑  Dominic Jahn: ARTE: eigener Bereich für kostenlose UHD-Videostreams – weiterhin kein 4K Sender. Abgerufen am 18. Januar 2022.
7. ↑  Stefan Niggemeier: „Mad Men“ und Co.: Warum die Untertitel in der arte-Mediathek so verwirrend sind. In: Übermedien. 13. August 2025, abgerufen am 20. August 2025.